# Підписувачі Акта про незалежність Литви

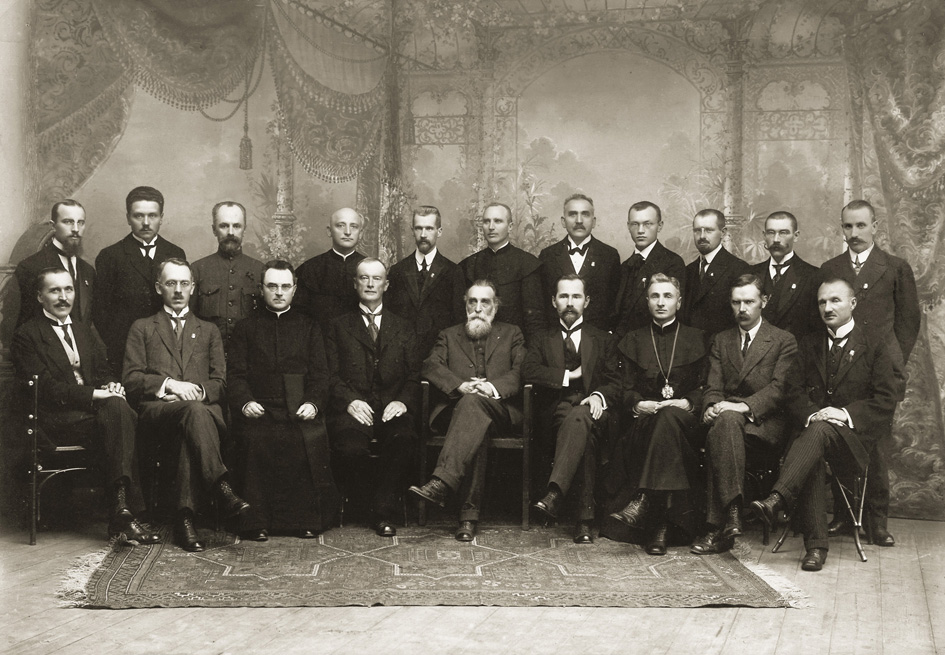
Двадцять підписувачів

Підписувачами Акта про незалежність Литви були двадцять литовців, які підписали Акт про незалежність Литви від 16 лютого 1918 року. Вони були обрані до складу Ради Литви на Вільнюській конференції у вересні 1917 року. Вони виконували важливу місію — створення незалежної держави Литва. Ці задекларовані наміри вдалося втілити у життя лише наприкінці 1918 року, після того як, Німеччина програла Першу світову війну і її війська залишили територію Литви. Після цього відбувався доволі довгий процес створення держави, визначення її кордонів та здобуття міжнародно-дипломатичного визнання. Ці підписувачі виконали свою місію, і незалежна Литва вистояла аж до окупації її Радянським Союзом 15 червня 1940 року. 
Політичний досвід, професійна діяльність та соціальне становище підписувачів було різним. Деяким вдалося піднятись на політичний Олімп. Для прикладу, Антанас Смятона та Александрас Стульгінскіс пізніше були обрані Президентами Литви, а Йонас Вілейшіс став міським головою Каунаса — тимчасової столиці Литви. Після того як Литва втратила свою незалежність під час Другої світової війни, шістьох підписувачів ув'язнили або стратили, інших шість емігрували у західні країни.